# Eois beebei
Eois beebei là một loài bướm đêm trong họ Geometridae.